# 圣若昂-杜萨布吉
圣若昂-杜萨布吉是巴西北大河州的一个市镇。总面积277.01平方公里，总人口5857人，人口密度21.1人/平方公里。